# Quinzano (Verona)
Quinzano (Quinsàn in veneto) è una frazione del comune di Verona, appartenente alla circoscrizione 2 Nord-Ovest. Il quartiere è abitato da 3.361 persone.

## Geografia
Quinzano si trova a 4 chilometri dal centro di Verona, sulle colline nord-occidentali della città, fra le frazioni di Avesa (3 km a est) e di Parona (4 km a ovest).
Il confine settentrionale è delimitato dal comune di Negrar di Valpolicella, mentre quello meridionale dall'Adige. Il paese è delimitato a ovest dal monte Cavro, in cima al quale sorge l'antico eremo di San Rocchetto e alle cui falde si trova la chiesa di San Rocco. A est si staglia il monte Ongarine, al di là del quale si trova Avesa.

## Storia
In località Villa di Quinzano furono ritrovati un osso occipitale umano risalente al Paleolitico, scheletri del Neolitico e di altre tracce che testimoniano la presenza umana a Quinzano in tutti i periodi dall'inizio del Paleolitico fino all'età romana.
Nel Medioevo, Quinzano è stato il luogo nativo di due importanti personaggi religiosi: l'Arcidiacono Pacifico e Sant’Alessandro, vescovo di Verona.

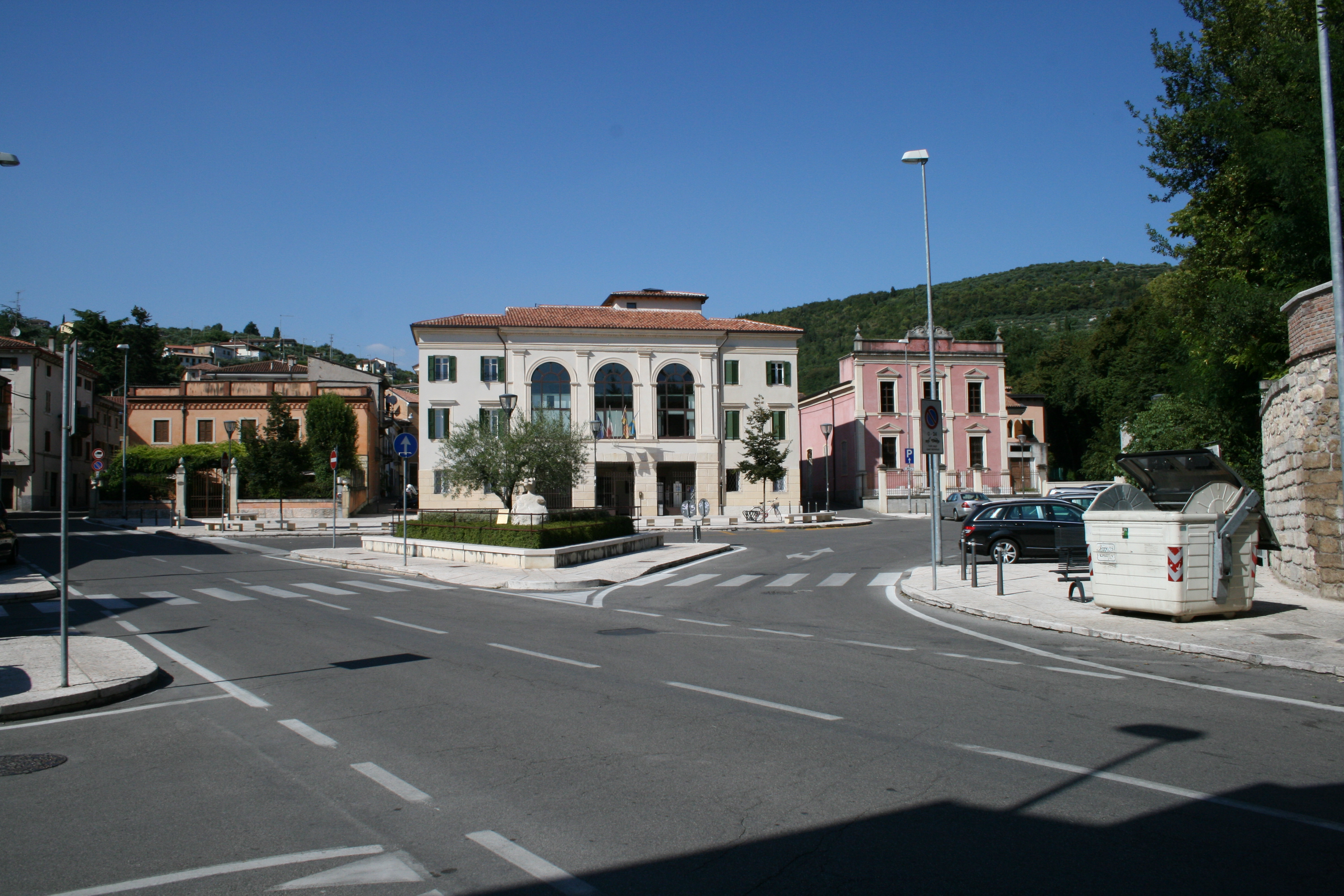
Piazza di Quinzano.

Più recentemente, il paese ha ospitato durante i periodi estivi lo scienziato e inventore Enrico Bernardi, uno degli artefici del moderno motore endotermico. Il suo prototipo di autovettura, che secondo alcuni fu il primo automezzo costruito al mondo con motore a benzina, circolò per la prima volta nelle strade di Quinzano nell'estate del 1885, guidato dal figlioletto Lauro di soli cinque anni.
Annesso al Regno d'Italia con tutto il Veneto nel 1866, Quinzano ha costituito comune autonomo fino al 1927, anno in cui è entrato a far parte del comune di Verona.

## Monumenti e luoghi d'interesse
Il campanile della parrocchiale e quello di San Rocco ospitano ambedue complessi di sei campane con i quali vengono tenuti tuttora concerti di campane alla veronese. La torre di San Giuliano ne ospita tre mentre il campanile di San Rocchetto ospita due bronzi settecenteschi.